# 下石見信号場
下石見信号場（しもいわみしんごうじょう）は、鳥取県日野郡日南町下石見にある西日本旅客鉄道（JR西日本）伯備線の信号場である。

## 歴史
- 1973年（昭和48年）9月28日：開設[1]。

## 構造

構内配線図　A:生山　B:上石見

上石見駅より生山駅方向に約4.9kmにある2線を持つ単線行き違い型の信号場。
1番線を上下本線、2番線を下り副本線として、1番線のみ双方向に出発信号機を備えた一線スルー構造となっている。そのため、行き違いがない場合は上下線とも1番線を通過していくが、行き違いがある場合は双方の列車が左側通行となる。

## 周辺
耕作地および集落が広がる。米子寄りは農道の陸橋がほぼ一直線で眺望できる。

## 交通手段
生山駅より県道を約3kmほど新見寄りに移動し、右側にある農道の陸橋の下が信号場の米子寄りの終端に出る。また日南町営バスがあるが本数が少ない。

## 隣の施設
西日本旅客鉄道（JR西日本）
 伯備線
上石見駅 - （下石見信号場） - 生山駅